# Praat
Praat (wymowa holenderska: /praːt/ⓘ, „mówić”) – program komputerowy do naukowej analizy mowy i zjawisk fonetycznych, rozwijany jako wolne oprogramowanie. Praat został stworzony i jest nadal rozwijany przez dwóch profesorów fonetyki Paula Boersma i Davida Weeninka z Instytutu Nauk Fonetycznych na Uniwersytecie Amsterdamskim.
Program działa pod systemami Windows, Linux, MacOS, FreeBSD i Solaris. Praat umożliwia badania dźwięku, w tym badanie formantów, tonów, syntezę mowy itp.
Znajduje zastosowanie w dziedzinie fonetyki akustycznej.